# Виллановафорру
Виллановафорру (итал. Villanovaforru) — коммуна в Италии, располагается в регионе Сардиния, в провинции Южная Сардиния.
Население составляет 680 человек (30-06-2019), плотность населения составляет 62,21 чел./км². Занимает площадь 11 км². Почтовый индекс — 9020. Телефонный код — 070.

## Демография
Динамика населения:

## Администрация коммуны
- Официальный сайт: http://www.comune.villanovaforru.ca.it/

## Примечание
1. ↑  Statistiche demografiche ISTAT. demo.istat.it. Дата обращения: 17 ноября 2019. Архивировано из оригинала 24 июля 2019 года.